# Mandevilla acutifolia
Mandevilla acutifolia är en oleanderväxtart som beskrevs av R. E. Woodson. Mandevilla acutifolia ingår i släktet Mandevilla och familjen oleanderväxter. Inga underarter finns listade i Catalogue of Life.